# 矮玉山龙胆
矮玉山龙胆（学名：Gentiana scabrida var. horaimontana）为龙胆科龙胆属玉山龙胆的变种，是台灣的特有植物。分布于台灣，生长于海拔3,800米的地区，一般生于山坡草地，目前尚未由人工引种栽培。

## 别名
高山龙胆（台湾）